# Пауэлл, Клодетт
Клодетт Карен Пауэлл (англ. Claudette Karen Powell; род. 24 октября 1952) — багамская легкоатлетка, выступавшая в беге на короткие дистанции. Участница летних Олимпийских игр 1972 года. Первая женщина, представлявшая Багамские Острова на Олимпийских играх.

## Биография
Клодетт Пауэлл родилась 24 октября 1952 года.
В 1970 году участвовала в Играх Британского содружества наций в Эдинбурге. Выбыла в четвертьфинале бега на 100 метров, показав результат 12,21 секунды, и бега на 200 метров (25,7).
В 1971 году выступала на Центральноамериканском и Карибском чемпионате в Кингстоне. Вышла в финал бега на 100 метров, где заняла 7-е место (12,4).
В том же году участвовала в Панамериканских играх в Кали. В беге на 100 метров пробилась в полуфинал, но не вышла на старт. В беге на 200 метров выбыла в четвертьфинале (25,12).
В 1972 году вошла в состав сборной Багамских Островов на летних Олимпийских игр в Мюнхене. В беге на 100 метров заняла в забеге 1/8 финала последнее, 7-е место с результатом 12,01, уступив 0,24 секунды попавшей в четвертьфинал с 5-го места Бренде Мэттьюз из Новой Зеландии. Также была заявлена в беге на 200 метров, но не вышла на старт.
Пауэлл стала первой женщиной, представлявшие Багамские Острова на Олимпийских играх.

## Личный рекорд
- Бег на 100 метров — 12,01 (1 сентября 1972, Мюнхен)[7]